# Гордеев, Александр Дмитриевич
Александр Дмитриевич Гордеев (1872—1919) — русский военный деятель, генерал-майор Генерального штаба. Герой Первой мировой войны.

## Биография
В службу вступил в 1889 году после окончания Сибирского кадетского корпуса. В 1891 году после окончания Павловского военного училища по I разряду произведён в подпоручики и выпущен в Свияжский резервный батальон. В 1894 году произведён в поручики, в 1898 году в штабс-капитаны, в 1902 году в капитаны.
В 1905 году окончил Николаевскую военную академию по I разряду — командир роты 108-го Саратовского пехотного полка. С 1907 года помощник старшего адъютанта штаба Приамурского военного округа. С 1909 года старший адъютант штаба 1-й Сибирской стрелковой дивизии. С 1911 года подполковник — штаб-офицер для поручений при штабе войск Семиреченской области. С 1913 года и.д. начальника штаба 6-й Туркестанской стрелковой бригады.
С 1914 года полковник, участник Первой мировой войны. С 1915 года и.д. начальника штаба и с 1916 года начальник штаба 3-й Туркестанской стрелковой бригады. С 1916 года командир Петрозаводского 103-го пехотного полка. С 1917 года начальник штаба 123-й и 193-й пехотных дивизий. В 1917 году на основании Георгиевского статута произведён в генерал-майоры с назначением начальником штаба 33-го армейского корпуса.

Высочайшим приказом от 26 сентября 1916 года за храбрость награждён Георгиевским оружием: 
За то, что  состоя начальником штаба 3-й Туркестанской стрелковой бригады, в бою 11-го июля 1915 года, когда немцы, переправившись через р. Нарев и оттеснив наши кавалерийские части, стали угрожать тылу бригады, в целях противодействия этому, под действительным артиллерийским огнём противника произвёл рекогносцировку позиции к северу от д. Нововес, затем с явной опасностью для жизни, под огнём противника, направил батальон отходившего полка во фланг немцам, вследствие чего последние были отброшены обратно за реку Нарев

Высочайшим приказом от 5 мая 1917 года за храбрость награждён орденом Святого Георгия 4-й степени:
За то, что состоя командиром 103-го пехотного Петрозаводского полка, в бою 24-го мая 1916 года при атаки чрезвычайно сильной укреплённой позиции австрийцев у выс. 354 Гипсарка, лично управляя действиями своего полка, под сильным и действительным огнём и при упорном сопротивлении противника, опрокинул его и овладел важным пунктом его позиции, захватив при этом 628 пленных при 23 офицерах, 2 орудия, 8 пулемётов и 700 винтовок
По свидетельству зятя А. Д. Гордеева, Александр Дмитриевич был убит в 1919 году, во время подавления осиповского мятежа.

## Награды
- Орден Святого Станислава 3-й степени (ВП 1908)
- Орден Святой Анны 3-й степени (ВП 19.05.1914)
- Орден Святого Станислава 2-й степени с мечами (Мечи — ВП 17.10.1916)
- Орден Святой Анны 2-й степени с мечами (Мечи — ВП 17.10.1916)
- Орден Святого Владимира 4-й степени с мечами и бантом (Мечи и бант — ВП 23.07.1916)
- Орден Святого Владимира 3-й степени с мечами (ВП 20.05.1916)
- Георгиевское оружие (ВП 26.09.1916)
- Орден Святого Георгия 4-й степени (ВП 05.05.1917)